# Andreas Hild
Andreas Hild (* 18. November 1961 in Hamburg) ist ein deutscher Architekt und Universitätsprofessor.

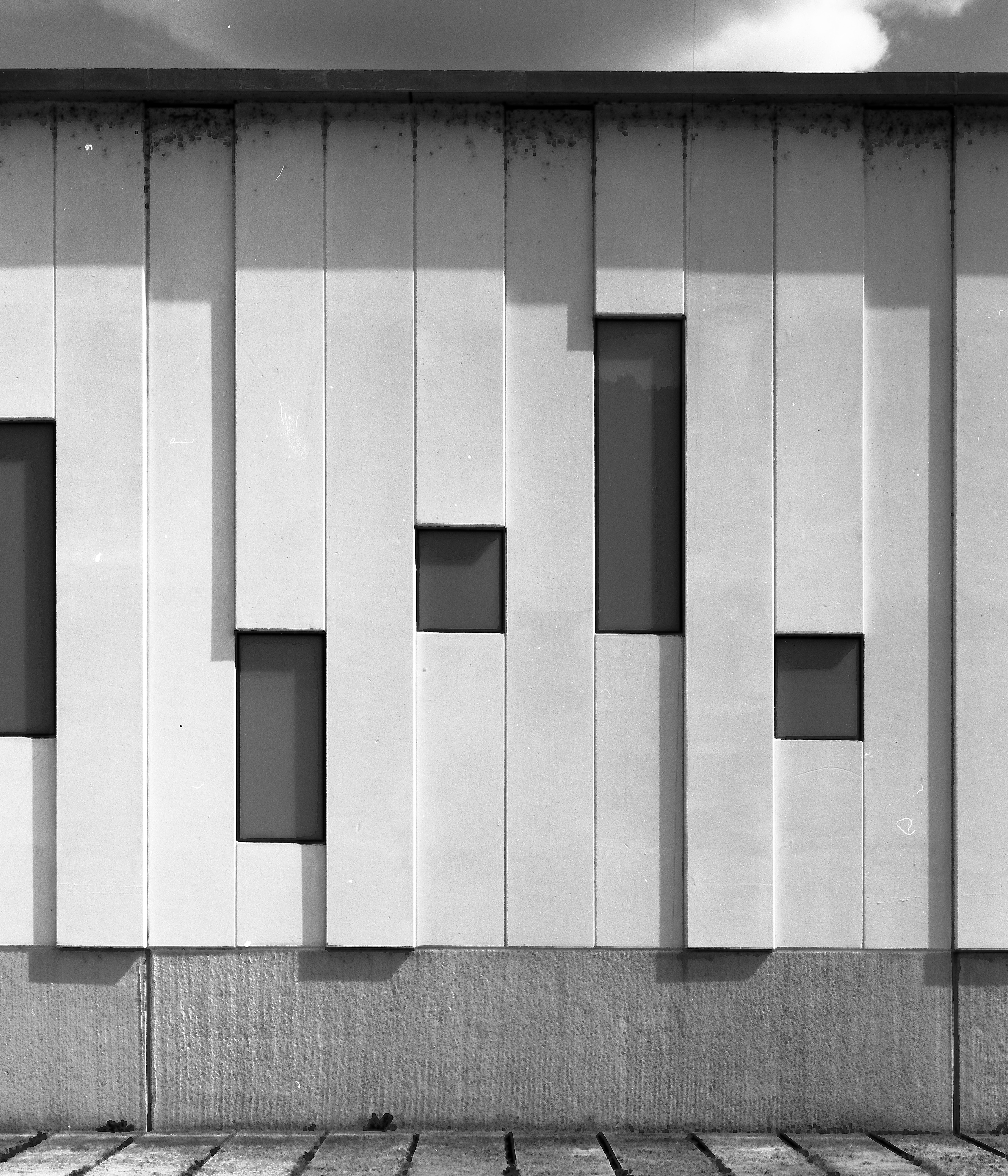
Lagerhalle Kemeter, Eichstätt

## Werdegang
Andreas Hild studierte Architektur an der TU München und an der ETH Zürich (1983–88), unter anderem bei Miroslav Šik und Fabio Reinhart. 1992 gründete er mit Tillmann Kaltwasser das Architekturbüro Hild und Kaltwasser in München. 1999 firmierte er das Büro, nach dem Tod von Tillmann Kaltwasser, in Hild und K um, das seitdem mit Dionys Ottl und seit 2011 mit Matthias Haber geleitet wird. 2012 eröffneten sie eine Zweigstelle in Berlin. Nach dem Diplom bei Rudolf Wienands lehrte er bei Wienands (1991–96), als Vertretungsprofessor an der Universität Kaiserslautern (1996–98) und an der FH München (1999–2001), als Gastprofessor an der HfbK Hamburg (2003–04), als Professor an der TU Graz (2005–06) und an der TU Darmstadt (2008–09) und seit 2012, zunächst als Gastprofessor und seit 2013 als Professor an der TU München. Hild war von 2017 bis 2022 Dekan der Fakultät für Architektur der TU München.
Andreas Hild trat 2011 zusammen mit Raimund Wünsche in der von Enie van de Meiklokjes moderierten dreiteiligen SWR-Fernsehsendung „Nie wieder keine Ahnung – Architektur“ als Experte auf.

## Bauwerke
Die Bauwerke von Andreas Hild wurden von Michael Heinrich fotografiert.
- 1992: Erweiterung Sozialwohnanlage, Immenstadt

Hild und Kaltwasser:

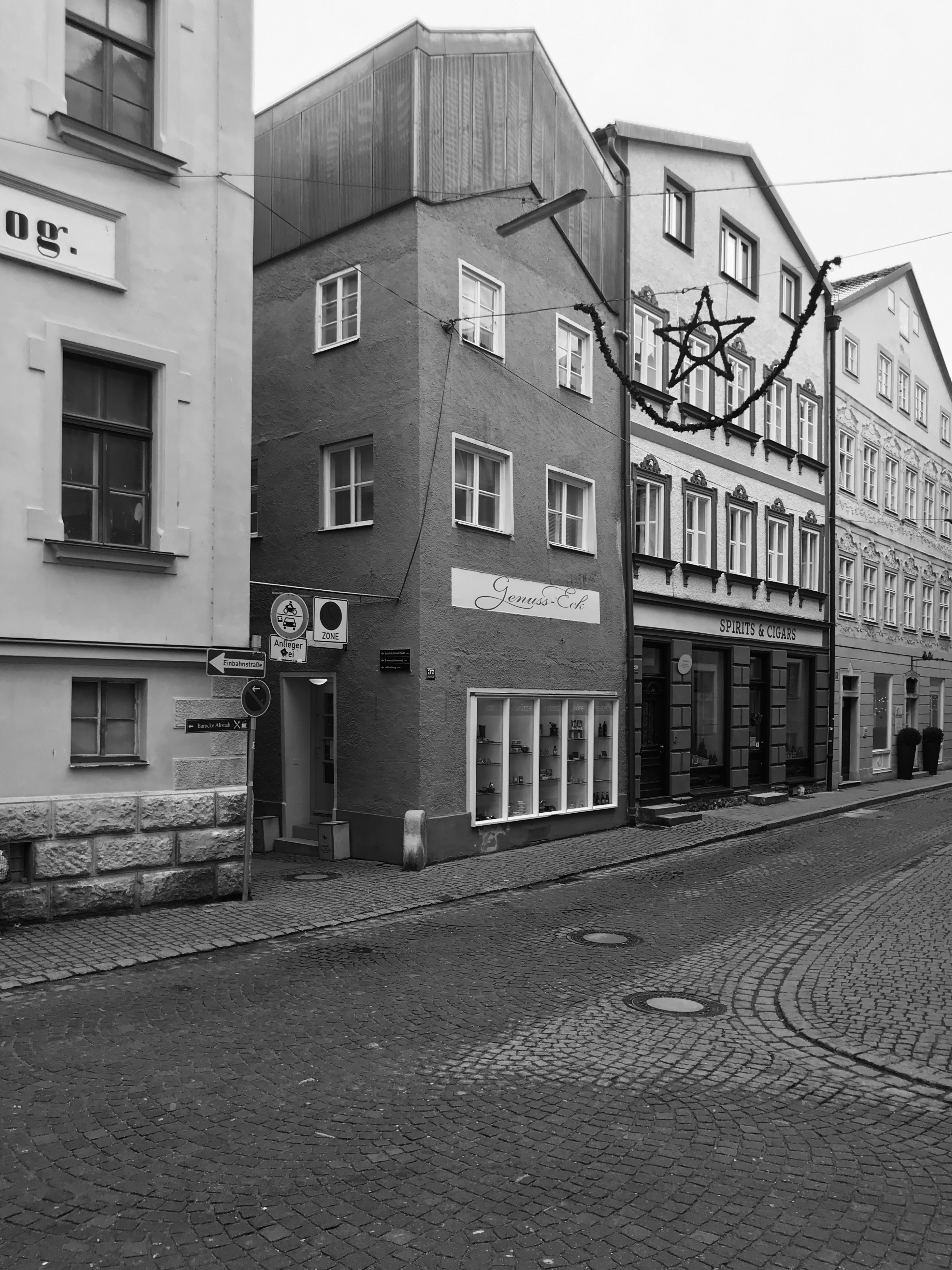
Aufstockung Haus Bonnin, Eichstätt

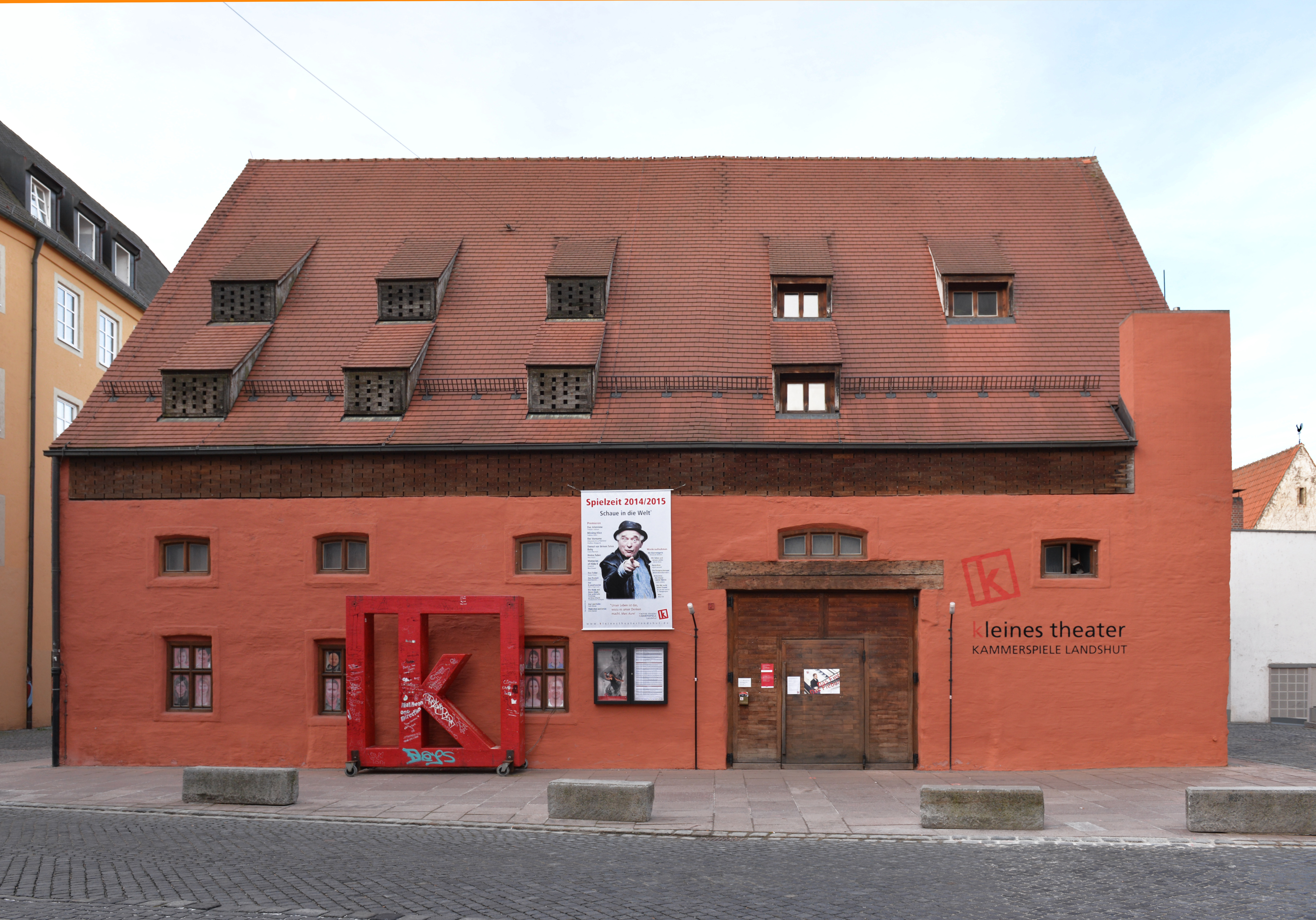
Kleines Theater – Kammerspiele Landshut

- 1994: Aufstockung Haus Wolf, München
- 1994–1995: Lagerhalle Kemeter, Eichstätt mit Muck und Schneider
- 1995: Aufstockung Haus Bonnin, Eichstätt mit Muck und Schneider
- 1996: Wertstoffsammelstelle, Landshut
- 1996: Verlagskantine Callwey, München
- 1997: Wartehaus am Ländtorplatz, Landshut[4]
- 1993–1997: Sozialwohnanlage, Kempten, Landshut
- 1996–1998: Kleines Theater – Kammerspiele
- 1997–1999: Umbau Ostenstraße 15, Eichstätt
- 1998–1999: Fassadensanierung Belzigerstraße, Berlin
- 1997–2000: Haus Schwartz, Rudelzhausen

Hild & K:
- 2002: Haus Lorz-Fröhle, Marienstein
- 2002: Parkhaus Riem[5]
- 2001–2003: Wohnbebauung Theresienhöhe, München mit Tilmann Rohnke und Hermann Brenner[6][7]
- 2004: Wohnen an der Lohengrinstraße, München mit Tilmann Rohnke
- 2004: Bauzentrum Riem[8]
- 2004: Forschungsinstitut B.F.T.S.
- 2007: Sanierung Schloss Hohenkammer[9]
- 2009: Hotel Louis, Viktualienmarkt München
- 2010: Fassade AGFA-Hochhaus
- 2011: Umbau Institutsgebäude 0505 der TU München
- 2010: Sanierung Stadthaus – Reichenbachstraße 20, München (Bauherr: Euroboden)
- 2013: Büro- und Geschäftshaus Welfenstraße, München
- 2014: Abgeordnetenhaus Ismaninger Straße, München
- 2014: Wohnen am Silbermannpark, Augsburg
- 2015: Umbau Gaststätte Donisl, München
- 2016: Umspannwerk, München-Schwabing[10]
- 2019: Luginsland Kloster Lorch
- 2017–2021: Wohnen am Hohentorsplatz, Bremen

Die 1999 fertiggestellte Fassadensanierung Belziger Straße in Berlin etwa gewinnt ihren Reiz durch die reliefhafte Umsetzung einer vergrößerten Originalzeichnung: Die Gründerzeitfassade des Wohnhauses sollte anhand des ursprünglichen Eingabeplans wiederhergestellt werden. Dieser Bauauftrag wurde buchstäblich aufgefasst, die Originalzeichnung 1:1 vergrößert und als negatives Putzrelief auf die Fassade übertragen. Dabei wurde offensichtlich, dass die Eingabeskizze niemals identisch umgesetzt worden war. Die verfahrensbedingten Verschiebungen und Verformungen des Ornaments spielen ästhetisch reizvoll mit den Tücken historischer Rekonstruktion und der unvermeidlichen Differenz zwischen Entwurf und Gebäude.
Das 2000 erbaute Wohnhaus in Aggstall spielt mit traditionellen regionalen Bauformen: Ein asymmetrisches Satteldach ermöglicht bei gleichbleibender Firsthöhe die Ausbildung zweier ausreichend hoher, gut belichteter Geschosse. Die korngelb geschlämmte Ziegelfassade reflektiert in ihrem geometrischen Muster die Unregelmäßigkeit und das Lichtspiel traditionell verputzter Mauerwerksflächen.
Die Wohnanlage „Klostergarten Lehel“ aus dem Jahr 2009 wird in Fassade und Struktur entscheidend durch Spolien geprägt, nämlich von wiedereingebauten neuromanischen Fensterelementen eines Refektoriums aus dem Vorgängerbau. Die beinahe fünf Meter hohen Mauerbögen sind räumlich in Split-Level-Einheiten integriert. Dahinterliegende hohe Hallen erschließen weitere Ebenen in gängiger Geschosshöhe.

## Ehrungen und Preise
- 1993: Besondere Anerkennung – Bayerischer Wohnungsbaupreis für Erweiterung Sozialwohnanlage, Immenstadt
- 1994: Deutscher Bauherrenpreis für Erweiterung Sozialwohnanlage, Immenstadt[11]
- 1995: Nominierung – Förderpreis für Architektur der Landeshauptstadt München
- 1996: Das Goldene Haus für Aufstockung Haus Wolf, München
- 1997: Lobende Erwähnung – Architekturpreis Beton für Lager- und Verkaufshalle, Eichstätt[12]
- 1998: Anerkennung – Deutscher Städtebaupreis für Kleines Theater, Landshut
- 1999: Deutscher Fassadenpreis für vorgehängte hinterlüftete Fassaden für Sozialwohnanlage, Kempten
- 1999: Deutscher Licht-Architekturpreis für Kleines Theater, Landshut[13]
- 1999: BDA Preis Bayern für Wartehaus am Ländtorplatz, Landshut und Kleines Theater – Kammerspiele, Landshut[14]
- 1999: Anerkennung – Deutscher Architekturpreis für Kleines Theater – Kammerspiele, Landshut[15]
- 2000: Thomas Wechs Preis für Sozialwohnanlage, Kempten
- 2000: Architekturpreis Ziegelforum für Haus Schwartz, Aggstall[16]
- 2004: Schelling-Medaille
- 2007: Deutscher Kritikerpreis
- 2009: Nominierung – Mies van der Rohe Preis für Renovierung Schloss Hohenkammer[17]
- 2012: Architekturpreis der Landeshauptstadt München
- 2015: Nominierung – Mies van der Rohe Preis für Bikini Berlin[18]
- 2016: Preis für Stadtbildpflege der Landeshauptstadt München[19]
- 2023: Shortlist – DAM Preis für Wohnen am Hohentorsplatz, Bremen
- 2023: BDA Preis Bremen für Wohnen am Hohentorsplatz, Bremen

## Ausstellung
- 2024: Objektiv. Wabe. Andreas Hild / Peter Haimerl, Architekturausstellung, Bayerische Akademie der Schönen Künste[20]

## Akademische Mitarbeiter
- 1996–98: Matthias Castorph
- 2005–06: Oliver Elser
- 2012–16: Thomas Gerstmeir
- 2015–19: Andreas Müsseler

## Ehemalige Mitarbeiter
- 1998–2001: Dirk Bayer
- 2001–2010: Carmen Wolf

## Publikationen
In seinen architekturtheoretischen Schriften bezieht Hild Positionen fernab der ausgetretenen akademischen Wege. So schlägt er beispielsweise in „Gebäude, Gebilde, Gemenge“ die Annäherung von objekthafter und formaler Architektursprache vor. In seinem Aufsatz „Gedacht / Gebaut“ geht es um die Aufweichung herkömmlicher Grenzen zwischen historischer und zeitgenössischer Architektur und damit auch um eine neue Position in der Denkmalpflege.
- Klaus-Dieter Weiß: Arts and Techs. Hild und K Architekten. In: Deutsche Bauzeitschrift, Heft 2/2002.
- Martin Tschanz: Die Verbildlichung der Geschichte. In: Christoph Merian Verlag S AM No 5 Katalog zur Ausstellung „Ornament neu aufgelegt / Re-Sampling Ornament“ (1. Juni – 21. September 2008) im Schweizerischen Architekturmuseum Basel, 5/2008.
- Mechthild Stuhlmacher, Mark Pimlott, Martin Tschanz: HildundK. Recent Works. Gustavo Gili, Barcelona 2007, ISBN 978-84-252-2159-0.
- Andreas Hild: Gedacht / Gebaut. In: Der Architekt, Heft 5/2010, ISSN 0003-875X
- Wolfgang Bachmann: Große Oper. Wohnanlage 'Klostergarten Lehel' in München. In: Baumeister, Heft Januar 2010.
- Andreas Hild: Gebäude, Gebilde, Gemenge. In: Ben Pell (Hg.): Modulierte Oberflächen. Ornament und Technologie in der Gegenwartsarchitektur. Birkhäuser, Basel 2010, ISBN 978-3-0346-0220-4.
- „Es geht immer um eine Ähnlichkeit.“ Andreas Hild im Gespräch mit Hans-Rudolf Meier. In: Eva von Engelberg-Dockal, Frederike Lausch, Hans-Rudolf Meier, Carsten Ruhl: Mimesis Bauen. Architekten-Gespräche. Wilhelm Fink, Paderborn 2017, ISBN 978-3-7705-6159-9.
- mit Andreas Müsseler (Hg.): Neuperlach ist schön. Franz Schiermeier Verlag, München 2018, ISBN 978-3-943866-65-0
- Andreas Hild: Material der Stadt. Material gewordenes Zeichen – Zeichen gewordenes Material. in: Der Architekt, Heft 4/2020.
- mit Barbara Brinkmann (Hg.): Vom Suchen und Wiederfinden. Die Mechanik des Entwerfens. On Seeking and Rediscovering. The Mechanics of Architectural Design. Gebr. Mann Verlag, Berlin 2021, ISBN 978-3-7861-2873-1.